# Sergio Mena Díaz
Sergio Mena Díaz (San José, 20 de abril de 1977) es un político, ex-regidor del cantón de Montes de Oca por el Partido Unidad Social Cristiana y abogado costarricense, fundador del Partido Nueva Generación de Costa Rica y candidato presidencial 2014 y 2018 por el mismo.

## Biografía
Nació en San José, el 20 de abril de 1977. Mena ostenta estudios superiores de la Universidad de Costa Rica, la Universidad Latina de Costa Rica y la Universidad Sorbonne Nouvelle París III, donde obtuvo la licenciatura en Derecho y una maestría en Política Internacional y Derecho Europeo. [cita requerida]Además, fue regidor por el cantón de Montes de Oca entre los años 1998 y 2002, y laboró para el Ministerio de Trabajo y Seguridad Social y para el Ministerio de Relaciones Exteriores y Culto de Costa Rica. En 2008, Mena renuncia a la carrera diplomática para fundar la iniciativa "Una Generación por Costa Rica", la cual miraba a la creación de un partido político entre la población joven.[cita requerida] En 2010 crea el Partido Nueva Generación.
En el 2014, Mena participa por primera vez en las elecciones presidenciales a la Presidencia de la República de Costa Rica, en las que obtiene el 0.29% de los votos. Para las elecciones municipales de 2016, su partido logra obtener tres alcaldías en el país.
Actualmente ejerce la profesión de abogado y notario, y además aspiró por segunda vez a la Presidencia de la República de Costa Rica para las elecciones presidenciales de 2018.

## Posturas políticas
Mena ha manifestado posturas políticas contrarias a la inmigración, e incluso participó de una de las marchas organizadas contra la migración nicaragüense. Mena también ha manifestado su oposición al progresismo a cuyos seguidores tacha de recurrir al insulto. A pesar de estas posiciones conservadoras, Mena sí manifestó su apoyo al matrimonio igualitario.